# NGC 4083
NGC 4083 је лентикуларна галаксија у сазвежђу Девица која се налази на NGC листи објеката дубоког неба.
Деклинација објекта је + 10° 36' 49" а ректасцензија 12h 5m 14,0s. Привидна величина (магнитуда) објекта NGC 4083 износи 14,6 а фотографска магнитуда 15,6. NGC 4083 је још познат и под ознакама MCG 2-31-24, CGCG 69-44, NPM1G +10.0286, PGC 38275.